# Promenade Sussex
 (juillet 2023).
Si vous disposez d'ouvrages ou d'articles de référence ou si vous connaissez des sites web de qualité traitant du thème abordé ici, merci de compléter l'article en donnant les références utiles à sa vérifiabilité et en les liant à la section « Notes et références ».
Pour les articles homonymes, voir Sussex (homonymie).

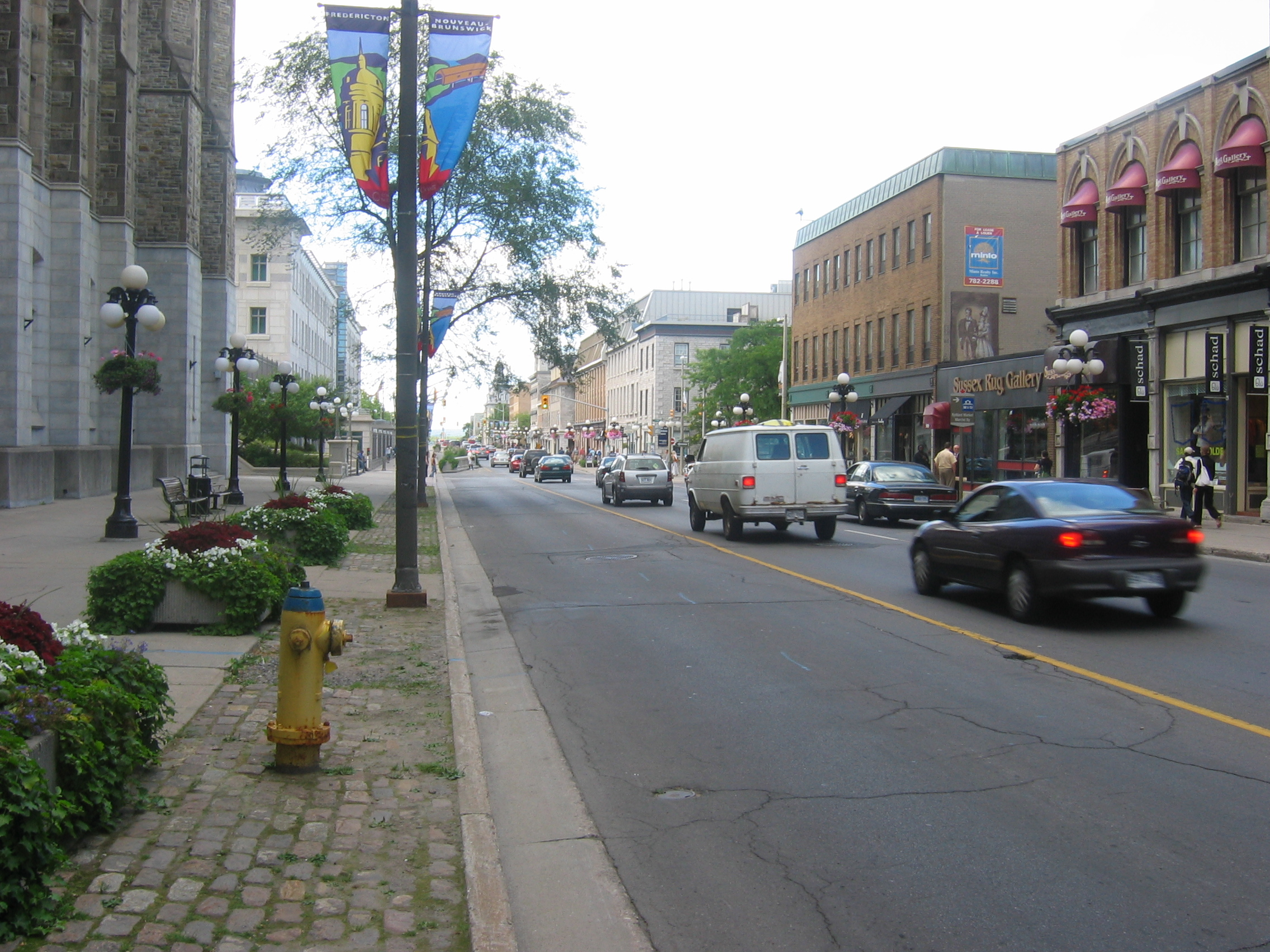
La promenade Sussex dans le coin du marché By.

La promenade Sussex est une rue importante à Ottawa (Ontario), au Canada. Elle est à peu près parallèle à la rivière des Outaouais. Commençant à la rue Rideau dans le sud, Sussex se dirige vers le nord, puis vire vers le nord-est jusqu'à la rue MacKay.
Sussex est une voie particulièrement célèbre dans la capitale, étant donné que la résidence officielle du premier ministre se situe au 24, promenade Sussex. La résidence du gouverneur général à Rideau Hall se trouve également sur Sussex, ainsi que l'ancien hôtel de ville d'Ottawa, l'édifice John G. Diefenbaker (en).
Également sur la promenade Sussex se trouvent un certain nombre d'ambassades (dont celles de la France et des États-Unis d'Amérique), le Musée des beaux-arts du Canada, la Monnaie royale canadienne, le Conseil national de recherches Canada, l'édifice Lester B. Pearson qui est le quartier-général d'Affaires étrangères Canada, ainsi que plusieurs parcs et monuments célèbres. Le Musée canadien de la guerre se trouvait auparavant sur Sussex avant de déménager aux plaines LeBreton.